# Tridev
Tridev ist ein indischer Spielfilm aus dem Jahr 1989. Regie bei dieser Bollywood-Produktion führte Rajiv Rai.

## Handlung
Budshan ist der Anführer seiner Terroristengruppe. Mit aller Macht versucht er an "das große Geld" zu kommen und beseitigt jeden, der ihm im Weg steht. Dies ist ihm bisher auch immer gelungen. Die Polizei um Chefpolizist Slawir und seinem besten Mann Karen. Bald werden sie gute Freunde und Karen heiratet sogar seine Tochter Divya. Ihr Bruder Ravi ist ein Typ Mann, der sich nichts gefallen lässt und jeden verprügelt, der ihm oder seiner Familie zu nah kommt. Als seine Schwester von Budshans Truppe entführt wird, verlangt dieser als Gegenleistung für ihre Freilassung, dass einer seiner Bandenmitglieder aus dem Gefängnis geholt wird. Ravi ist sofort zur Stelle und befreit Divya. Da macht Budshan ihm ein Angebot, in seiner Bande mitzumachen. Und er nimmt an, ohne dass die anderen wissen, dass er nicht für dasselbe kämpft wie Budshan. Dort lernt er auch Natascha kennen, die sich nach dem Mord von ihrem Bruder durch Budshans Truppe bei ihnen anschließt, um still und heimlich ihre Rache zu vollziehen. Ravi und Natascha verlieben sich. Währenddessen findet Karen seinen Vater. Er hat sich selbst erhängt. Nach einigen Konflikten beschließt er, ohne seine Frau in eine andere Stadt zu ziehen. Dort angekommen lernt er Jai Singh, einen armen, typisch indischen Mann, kennen. Jai hat bei einem Filmdreh Rinu kennen und lieben gelernt. Sie ist die Tochter eines Bandenmitgliedes von Budshans Truppe. Allerdings weiß sie selber nichts von seinen Machenschaften. Doch sie wird an einen anderen versprochen. Was weder sie noch Jai wissen, ist, dass ihr Verlobter der Sohn von Budshan ist. Rinu weiß aber auch nicht, dass Jai sich an Budshan rächen will, weil dieser vor Jahren seinen Vater getötet hat. Währenddessen findet Budshans Truppe Karen und dieser ist erst mal schockiert darüber, dass Ravi in der Bande ist. Karen wird ans Bett gefesselt und sein Haus wird angezündet. Was keiner weiß – Karen konnte sich befreien. Allerdings sucht Karen den Kontakt zu Jai, und dieser sieht, dass sein Freund noch am Leben ist. Jai erfährt von ihm, wer ihn umbringen wollte und zusammen planen sie ihre Rache. Bei einer Auseinandersetzung kommt es schließlich dazu, dass Ravi sich Jai und Karen anschließt. Zu dritt planen sie eine Rache an Budshan.